# Признание
„Признание“ е български игрален филм (драма) от 1969 година на режисьора Янко Янков, по сценарий на Димитър Валев и Янко Янков. Оператор е Трендафил Захариев. Музиката във филма е композирана от Красимир Кюркчийски.

## Актьорски състав
- Стойчо Мазгалов – Стоян Постолов
- Нина Стамова – Калина
- Грациела Бъчварова – Анастасия
- Богомил Симеонов – Петър Овчаров
- Веселин Савов – Боян
- Георги Г. Георгиев – Сашко
- Джоко Росич – Игнат
- Стефан Пейчев – Паралан
- Лора Захова
- Сотир Майноловски
- Никола Рударов – милиционерът
- Никола Анастасов
- Мая Владигерова
- Жанет Митева
- Росица Данаилова
- Иван Джамбазов - бригадира Иван
- Стоян Гъдев
- Георги Русев – председател на селския съвет
- Стоян Стойчев
- Димо Лолов
- Георги Карев
- Марин Тошев
- Евтим Вълков
- Борислав Иванов